# Isochrone de Leibniz
La courbe isochrone de Leibniz est une courbe imaginée par Gottfried Leibniz en 1687. Située dans un plan vertical, elle est parcourue par une masse mobile glissant sans frottement et soumise à un champ de pesanteur constant, de façon que la composante verticale de sa vitesse soit égale à une constante donnée.

## Historique
Cette courbe est un défi lancé par Leibniz aux Cartésiens en 1687, avec lesquels il est en conflit depuis l'année précédente. En mars 1686 en effet, Leibniz réfute le fait que la quantité de mouvement, définie par Descartes, soit la quantité adéquate pour rendre compte du mouvement, en mettant en évidence une incompatibilité entre cette quantité de mouvement et la loi de la chute des corps de Galilée.
Leibniz suppose qu'un corps A, d'une masse d'une livre chute d'une hauteur de quatre aunes. Il considère également un corps B d'une masse de quatre livres et qui chute d'une hauteur d'une aune. La chute de ce dernier est équivalente à la chute de quatre corps d'une livre tombant de une aune. Or si l'on fait tomber une livre quatre fois de suite d'une hauteur d'une aune, c'est comme si on faisait tomber une livre d'une hauteur de quatre aunes. Pour Leibniz, les mouvements acquis par les corps A et B sont donc équivalents. Cependant, selon la loi de Galilée, un corps acquiert dans sa chute une vitesse proportionnelle à la racine carrée de la hauteur de chute, soit 2 unités pour le corps A et 1 unité pour le corps B. Or la quantité de mouvement, produit selon Descartes de la masse par la vitesse, est alors de 2 pour A et 4 pour B. Les deux quantités de mouvement ne sont pas équivalentes.
Cette objection s'ajoute à la remise en cause des lois des chocs de Descartes en 1669 par Wallis, Wren et Huygens. Leibniz apporte d'autres arguments précisément basés sur les chocs. Il considère le choc de deux corps de même masse, l'un de vitesse 9, l'autre de vitesse 1. Selon Descartes, les deux corps devraient se déplacer ensuite avec une vitesse commune de 5. Mais, toujours en invoquant la loi de Galilée, Leibniz souligne qu'avant le choc, les deux corps pouvaient s'élever à une hauteur cumulée de 81 + 1 = 82, alors qu'après le choc, ils ne peuvent plus s'élever qu'à une hauteur de 25 + 25 = 50, ce qui est contraire au principe de conservation du mouvement.
Il ne s'agit pas seulement d'une question scientifique, mais également philosophique sur les lois de la nature et le système du monde. Les partisans de Descartes n'admettent pas ces remises en cause et l'un d'entre eux, l'abbé Catelan, mène la polémique contre Leibniz. L'argument principal des Cartésiens porte sur le fait que Leibniz ne tient pas compte des durées de chute de ses corps, ce qui fausserait son raisonnement. Leibniz est donc amené à argumenter sur le fait que la durée de chute ne joue aucun rôle. Les corps pourraient fort bien descendre le long d'un plan incliné sans que la conclusion soit modifiée.
Ce sont ces réflexions qui conduisent Leibniz à proposer son problème de la courbe isochrone en septembre 1687, en étant convaincu que les Cartésiens seront incapables d'y répondre. Mais dès le mois suivant, Huygens, l'un des soutiens de Leibniz, fausse le jeu en dévoilant la réponse. Leibniz publiera la sienne en 1689, avec quelques piques contre les Cartésiens.

## Solution moderne
On place l'origine au point le plus haut de la courbe. En ce point, la vitesse de la masse mobile m est la plus faible et donc sa composante horizontale est nulle. Soit {\displaystyle V_{0}} sa vitesse verticale (vers le bas). On prend l'axe Ox horizontal et Oy orienté vers le bas. On a alors, en vertu du principe de conservation de l'énergie mécanique :
{\displaystyle {\frac {1}{2}}mV_{0}^{2}={\frac {1}{2}}mV^{2}-mgy}
avec par hypothèse {\displaystyle y=V_{0}t} donc {\displaystyle {\frac {dx}{dt}}={\sqrt {2gy}}={\sqrt {2gV_{0}t}}} donc :
{\displaystyle x={\frac {2}{3}}{\sqrt {2gV_{0}}}t^{3/2}}
d'où l'équation :
{\displaystyle {\frac {9}{4}}{\frac {V_{0}^{2}}{2g}}x^{2}=y^{3}}